# Prolepsis funebris
Prolepsis funebris là một loài ruồi trong họ Asilidae. Prolepsis funebris được Lamas miêu tả năm 1973. Loài này phân bố ở vùng Tân nhiệt đới.